# عثمان إل كبير
عثمان إل كبير (بالهولندية: Othman El Kabir)‏ (17 يوليو 1991 بهولندا في مملكة هولندا - ) هو لاعب كرة قدم هولندي في مركز الوسط. لعب مع نادي إسكلستونا.

## وصلات خارجية
- عثمان الكبير على موقع اتحاد السويد (السويدية)
- عثمان الكبير على موقع إي إس بي إن إف سي (الإنجليزية)
- عثمان الكبير على موقع قاعدة بيانات كرة القدم.إي يو (الإنجليزية)
- عثمان الكبير على موقع Soccerbase.com (لاعب) (الإنجليزية)
- عثمان الكبير على موقع Soccerway.com (الإنجليزية)
- عثمان الكبير على موقع عالم كرة القدم.نت (الإنجليزية)